# Androsace chamaejasme
Androsace chamaejasme är en viveväxtart som beskrevs av Franz Xaver von Wulfen. Androsace chamaejasme ingår i släktet grusvivor, och familjen viveväxter.

## Underarter
Arten delas in i följande underarter:
- A. c. andersonii
- A. c. carinata
- A. c. chamaejasme

## Bildgalleri

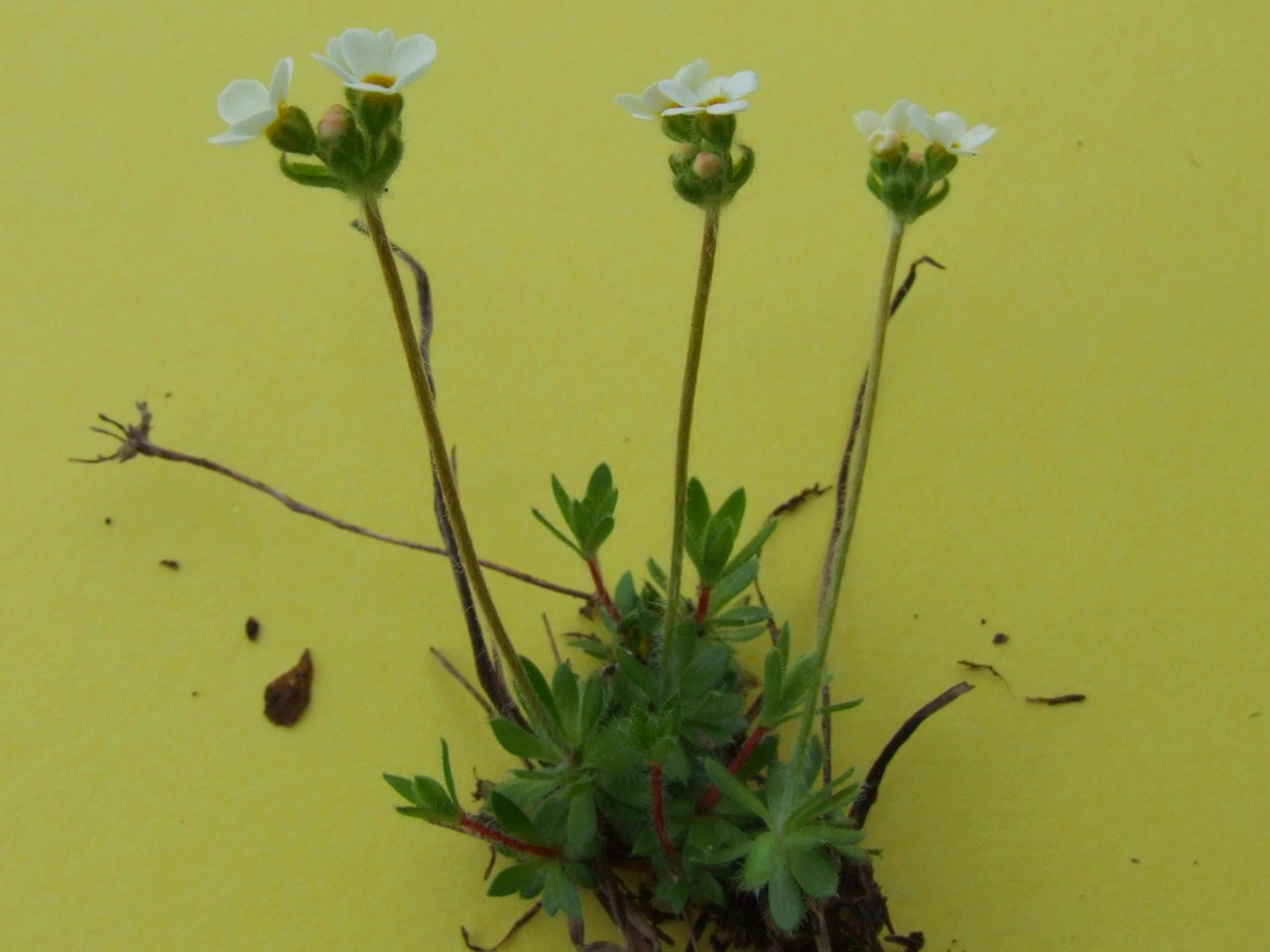
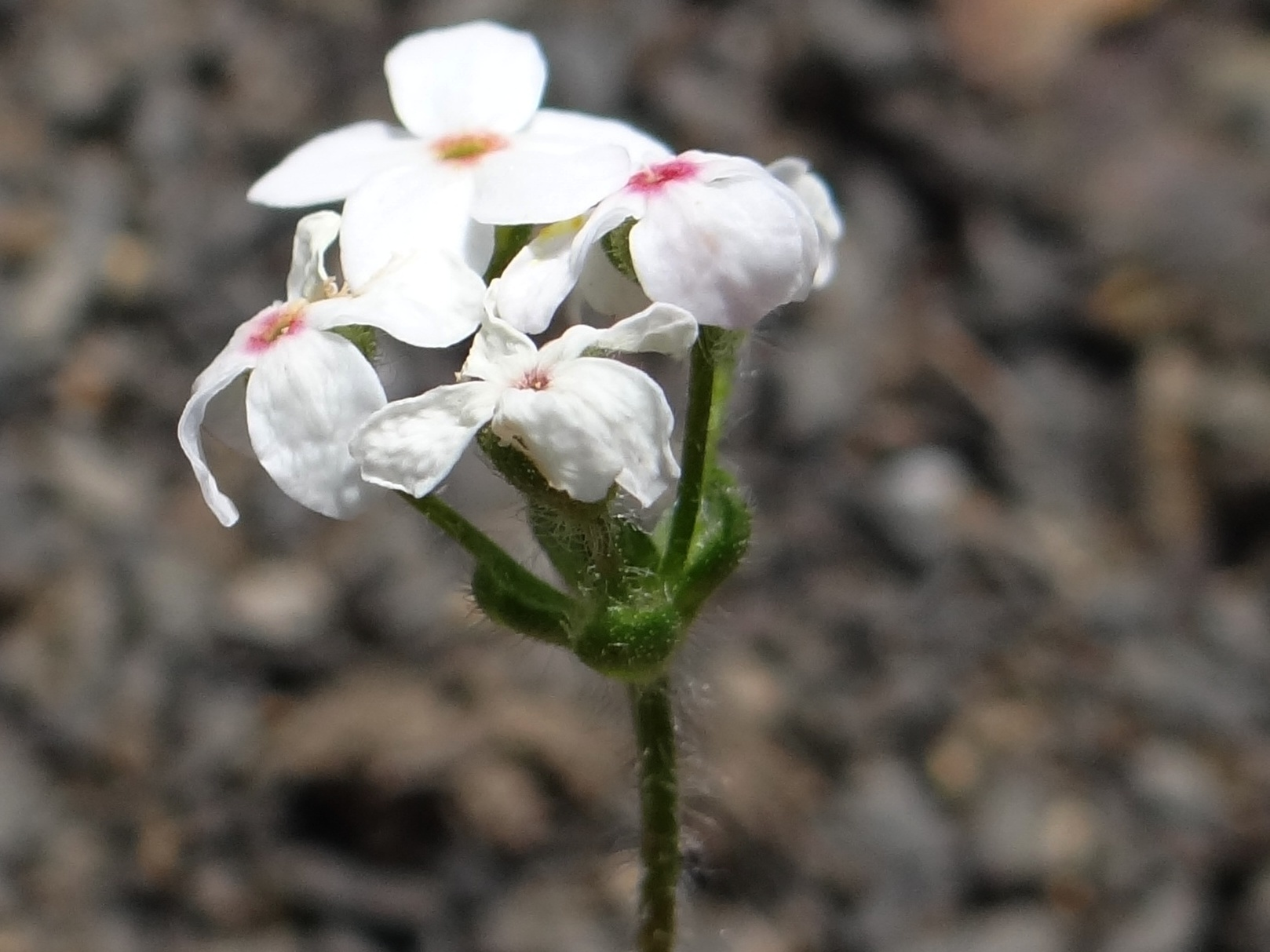
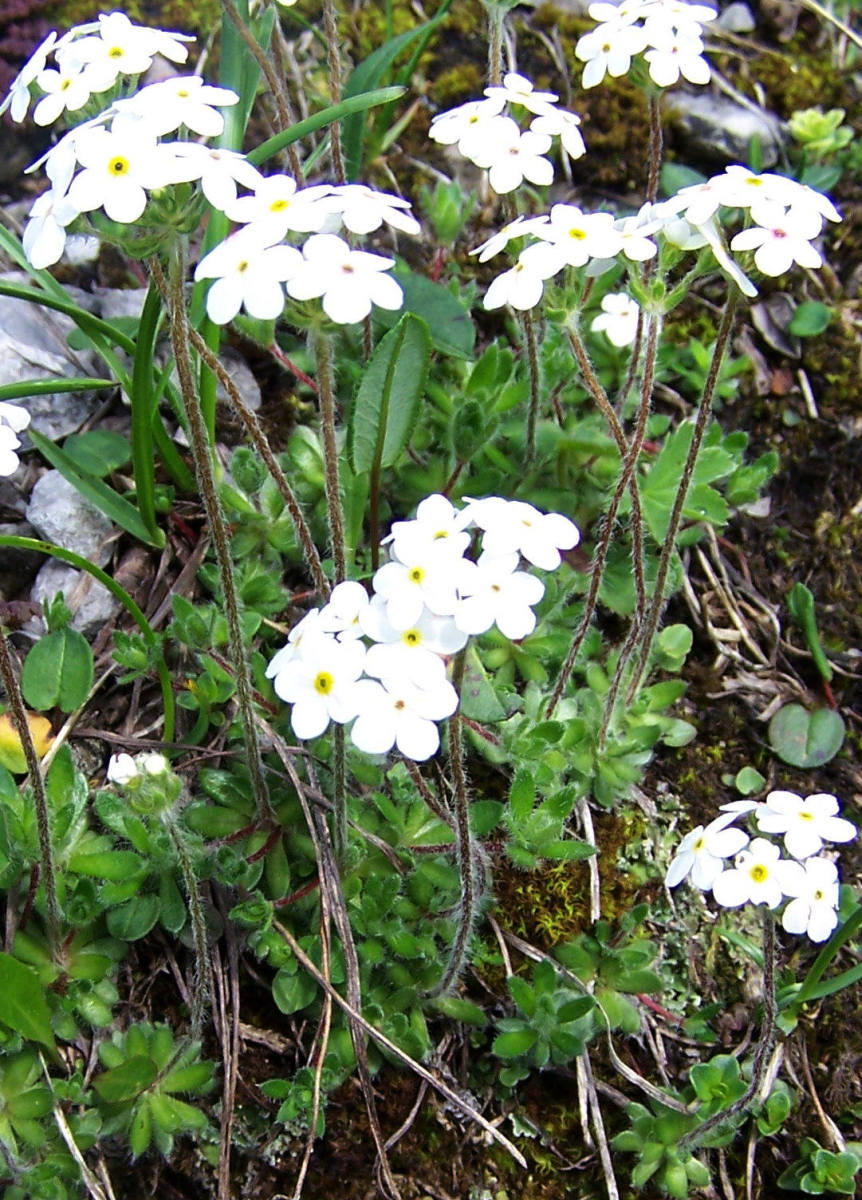
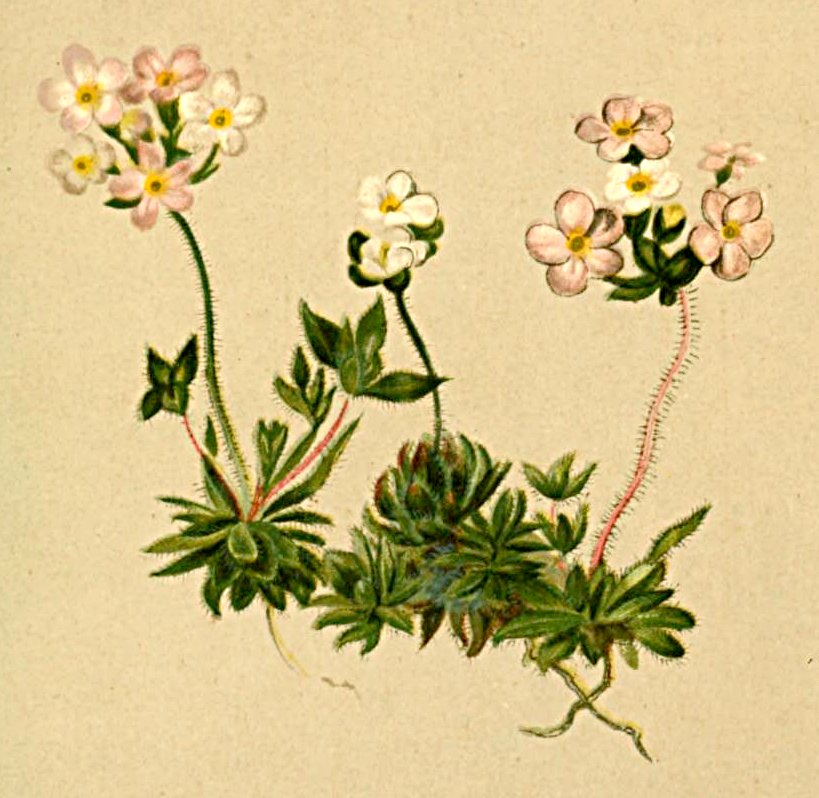
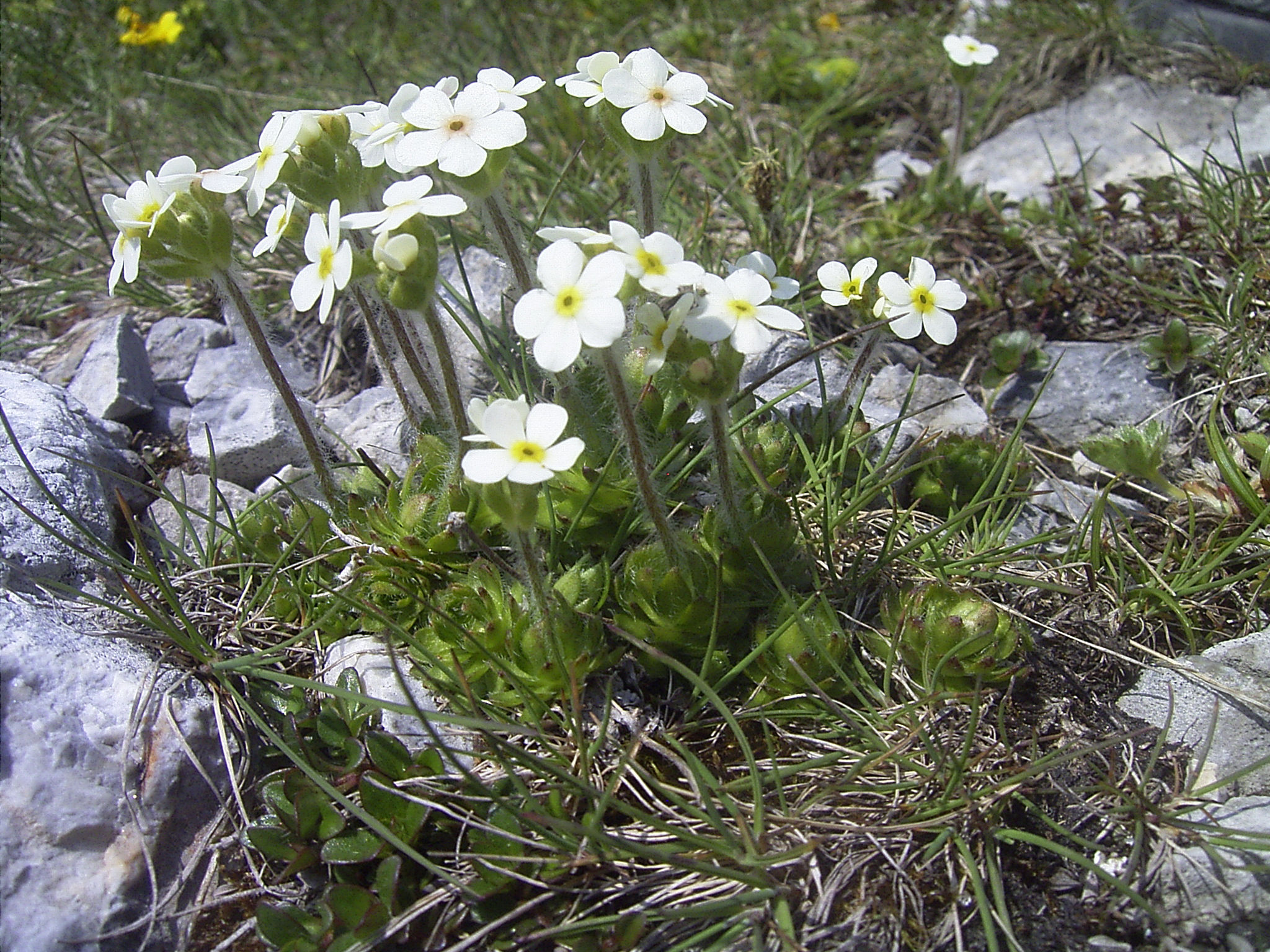
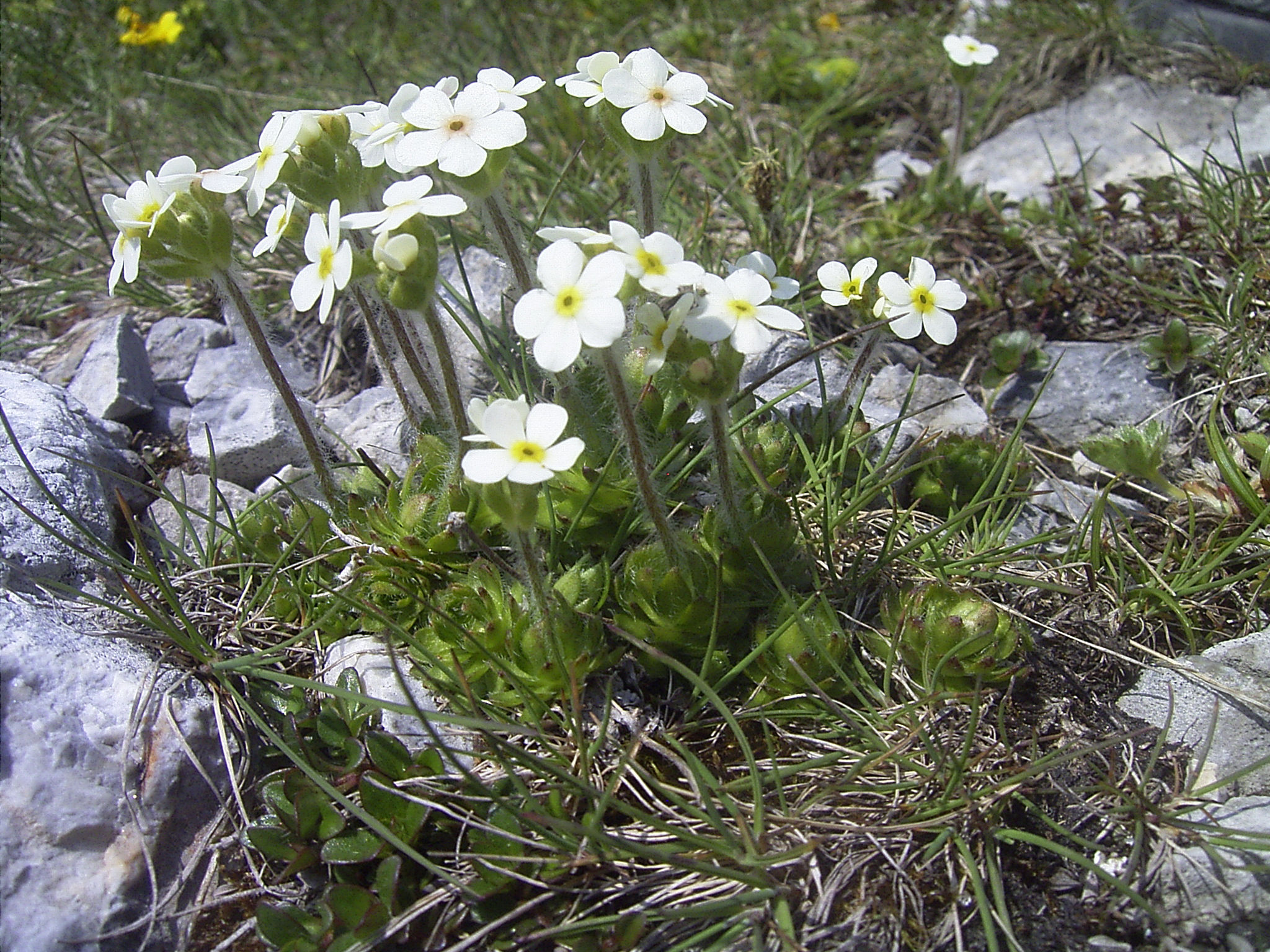